# Svartmössmarkatta
Svartmössmarkatta eller L'Hoests apa (Allochrocebus lhoesti) är en primat som förekommer i centrala Afrika. Artepitet i det vetenskapliga namnet hedrar Francois L’Hoest som vid tiden av primatens upptäckt var direktör för Antwerpens djurpark.
Primatens närmaste släktingar är Allochrocebus preussi och Allochrocebus solatus. Alla tre arter tillsammans bildade en längre tid den så kallade lhoesti-gruppen inom släktet markattor och sedan 2012 utgör de ett släkte.

## Utseende och anatomi
Artens päls har huvudsakligen svart till mörkgrå färg. Pälsen vid kinden och främre halsen är påfallande vit. På ryggen är pälsen mer brunaktig. Kring ögonen och munnen saknas hår och huden har där hos vuxna individer en mörkviolett färg. Ungdjur har fram till tre månaders ålder en brun pälsfärg. Individerna når en kroppslängd mellan 45 och 70 cm och därtill kommer en upp till 75 cm lång svans. Hannarnas vikt är i genomsnitt 7,5 kg medan honor väger omkring 4,3 kg.

## Utbredning och habitat
Svartmössmarkattan lever i östra Kongo-Kinshasa samt i angränsande regioner av Uganda, Rwanda och Burundi. Den vistas i olika sorters skogar, till exempel regnskogar eller torra skogar i bergstrakter upp till 2 500 meter över havet.

## Levnadssätt
Denna primat är främst aktiv på dagen och vistas ofta på marken. Den bildar grupper med 10 till 17 individer (ibland några fler) som vanligen består av en hanne, flera honor och deras ungar. För vilopauser uppsöker de träd. Födan utgörs av frukter, blad, frön och insekter.

## Hot
Svartmössmarkattan är ett vanligt byte för leoparden. Den hotas av skogsavverkningar samt av jakt med gevär eller fällor. Beståndet minskar och arten listas av IUCN som sårbar (vulnerable).